# 贝蒂讷站
贝蒂讷站，是法国的一个铁路车站，位于法国北部城市贝蒂讷。
贝蒂讷站是一个铁路枢纽，阿拉斯－敦刻尔克铁路和里尔－阿布维尔铁路在此交汇。

## 位置
贝蒂讷站位于贝蒂讷市区的南部。车站大致呈东南-西北走向，开口朝东北。

## 设施
贝蒂讷站设有人工售票窗口，其开放时间如下：
- 周一至五：7:00~19:00
- 周六：8:00~18:00
- 周日及节假日：9:30~19:00

此外，贝蒂讷站内还设有自动售票机等设施。

## 停靠线路
以下列车线路在贝蒂讷站停靠：
| 贝蒂讷站列车线路表       |      |                      |                    |              |
| 线路                     | 车种 | 上一站               | 下一站             | 大致运行频率 |
| 巴黎—阿兹布鲁克/敦刻尔克 | TGV  | 朗斯                 | 阿兹布鲁克         | 每天5趟左右  |
| 阿拉斯—阿兹布鲁克        | TER  | 讷莱米讷             | 富凯勒伊/绍克/利耶 | 每天10趟左右 |
| 阿拉斯—敦刻尔克          | TER  | 朗斯                 | 阿兹布鲁克         | 每天1趟      |
| 贝蒂讷→加来              | TER  | （起点）             | 利耶               | 每天1班      |
| 朗斯—贝蒂讷              | TER  | 布利-格勒奈          | （终点）           | 每天1~2趟    |
| 里尔—贝蒂讷              | TER  | 拉巴塞/屈安希/伯夫里 | （终点）           | 每天15趟左右 |
| 里尔—圣波勒              | TER  | 拉巴塞/屈安希/伯夫里 | 维萨马尔勒         | 每天2~4趟    |
| 里尔—滨海布洛涅          | TER  | 拉巴塞               | 维萨马尔勒         | 每天2趟左右  |
| 1. 2. 3.                 |      |                      |                    |              |

## 配套交通

### 长途客车
| 停靠贝蒂讷站的大巴车 |                          | |
| 上下车地点           | 运营单位                 | 主要目的地 |
| 贝蒂讷站门口         | Flixbus                  | - 755线：鲁瓦、戴高乐机场、巴黎                                                                                                   |
| 贝蒂讷站门口         | 加来海峡省城际客运 Oscar | 贝蒂讷附近主要市镇（页面存档备份，存于）                                                                                          |
| 贝蒂讷站门口         | SNCF Car TER             | - 15线：维萨马尔勒站、卡洛讷里库阿尔、特尔努瓦斯河畔圣波勒 - 当某条铁路线施工或罢工时，SNCF可能也会提供途径该线路沿途站点的大巴车 |
| 1. 2. 3. 4. 5. 6.    |                          | |

### 市内交通
| 贝蒂讷站附近的市内公共交通线路 |                                    |                                                                          |
| 公交车站名称                   | 位置                               | 停靠线路                                                                 |
| Gare de Béthune 贝蒂讷站       | 贝蒂讷站门口（页面存档备份，存于） | BuLLe2路、BuLLe4路、12路、20路、22路、24路、26路、50路、52路、54路、56路 |
| 1.                             |                                    |                                                                          |

### 社会车辆
贝蒂讷站门口设有社会车辆停车场。

## 临近车站
| 贝蒂讷站（Gare de Béthune）    |                      |              |
| 上行车站                       | 线路                 | 下行车站     |
| 讷莱米讷站                     | 阿拉斯－敦刻尔克铁路 | 富凯勒伊站   |
| 伯夫里站                       | 里尔－阿布维尔铁路   | 维萨马尔勒站 |
| - 本表仅显示运营中的线路及车站 |                      |              |